# Alberto Acosta
Alberto Acosta (sinh ngày 23 tháng 8 năm 1966) là một cầu thủ bóng đá người Argentina.

## Đội tuyển bóng đá quốc gia Argentina
Alberto Acosta thi đấu cho đội tuyển bóng đá quốc gia Argentina từ năm 1992 đến 1995.

## Thống kê sự nghiệp
| Đội tuyển bóng đá Argentina | Đội tuyển bóng đá Argentina | Đội tuyển bóng đá Argentina |
| Năm                         | Trận                        | Bàn                         |
| --------------------------- | --------------------------- | --------------------------- |
| 1992                        | 6                           | 1                           |
| 1993                        | 9                           | 0                           |
| 1994                        | 0                           | 0                           |
| 1995                        | 4                           | 2                           |
| Tổng cộng                   | 19                          | 3                           |